# 種族靈魂
種族靈魂(德文: Rassenseele) 為納粹種族理論指“比任何日耳曼種族個體都更強大的哲學種族心理”。種族靈魂被認為是諸如正義和詩歌之類的事物的來源；非雅利安人和混血兒種族被認為缺乏這些素質。
喬治·索雷爾:
「鮮血之神話在卐的標示下解開了種族世界的革命，這是覺醒之種族靈魂的比賽，經過漫長的睡眠其勝利地結束了混亂的比賽。」
阿佛烈·羅森堡:
 「納粹必須通過消除非雅利安人的元素來淨化種族靈魂，其方式與外科醫生從病患的身體中切除癌症的方法一樣無情且毫不妥協。」

## 文獻
1. ↑  Michael, Robert; Karin Doerr. . Westport, Connecticut & London: Greenwood Press. 2002: 327. ISBN 0-313-32106-X. OCLC 47254255.